# Aconitum cannabifolium
Aconitum cannabifolium là một loài thực vật có hoa trong họ Mao lương. Loài này được Franch. ex Finet & Gagnep. mô tả khoa học đầu tiên năm 1904.